# James Denton
James Thomas Denton (født 20. januar 1963) er en amerikansk skuespiller, mest kendt som Mike Delfino I Desperate Housewives.

## Tidligere liv
Denton blev født i Nashville, Tennessee, men voksede op i Goodlettsville, Tennessee, som søn af tandlæge J.T. Denton. Han gik på Universitet i Tennessee, hvor han fik sin eksamen i tv-journalistik. James Denton har også arbejdet med reklame.

## Karriere
Denton er mest kendt for sin rolle som Mike Delfino i Desperate Housewives, men har har tidligre været med i flere andre fjernsynsserier, blant andet The Pretender, JAG, The Drew Carey Show, Reba og Threat Matrix og en række gæsteroller i andre kendte tv-serier. Desuden spiller han hovedrollen som lægen Sam Radford i Hallmark serien "Good Witch"

## Musik
James Denton spiller i et band med blandet andre Teri Hatcher, som spiller hans kone/ekskone i Desperate Housewives.

## Politik
Denton er aktiv i politik. Til trods for at han tidligere var republikaner, støttede han John Edwards’ præsidentkandidatur i 2004 og 2008.